# Skottsbergia paradoxa
Skottsbergia paradoxa là một loài rêu thuộc họ Ditrichaceae. Đây là loài đặc hữu của Argentina. Môi trường sống tự nhiên của chúng là đầm lầy. Chúng hiện đang bị đe dọa vì mất môi trường sống.